# Jack Kramer
John Albert Kramer (1. srpna 1921 Las Vegas, Nevada – 12. září 2009 Los Angeles, Kalifornie) byl americký tenista, který byl ve 40. letech 20. století, po několik sezón, nejlepším tenistou světa.
V letech 1946 a 1947 prohrál jediný důležitý zápas ve Wimbledonu 1946 s tehdy ještě neznámým Jaroslavem Drobným. Mezi jeho největší úspěchy patří tituly z dvouhry na grandslamových turnajích ve Wimbledonu (1947) a na U.S. Championships (1946, 1947), a tituly ze čtyřhry na grandslamových turnajích Wimbledon (1946, 1947) a U.S. Championships (1940, 1941, 1943, 1947 mužská čtyřhra, 1941 smíšená). Nejdříve hrál za amatéry, později přestoupil k profesionálům, kde od roku 1948 figuroval také na 1. místě.
V roce 1968 byl uveden do mezinárodní tenisové síně slávy. Byl spoluzakladatelem Asociace profesionálních tenistů (ATP) a v roce 1972 se stal jejím prvním výkonným ředitelem.
Díky své výšce úspěšně praktikoval systém podání-volej, a to i po druhém podání. Servis s forhendem patřili k jeho nejsilnějším úderům.

## Výsledky na Grand Slamu
Wimbledon
- Dvouhra – vítěz: 1947
- Čtyřhra – vítěz: 1946, 1947

US Championships
- Dvouhra – vítěz: 1946, 1947
- Dvouhra – finalista: 1943
- Čtyřhra – vítěz: 1940, 1941, 1943, 1947
- Smíšená čtyřhra – vítěz: 1941
- Smíšená čtyřhra – finalista: 1940

## Výsledky v Davis Cupu
V rámci amerického týmu.
- Vítěz: 1946, 1947
- Finalista: 1939

## Finálová utkání na Grand Slamu - dvouhra 4 (3-1)
| Stav      | Rok  | Turnaj               | Povrch | Finalista    | Výsledek                |
| Finalista | 1943 | US Championships (1) | tráva  | Joseph Hunt  | 6–3, 6–8, 10–8, 6–0     |
| Vítěz     | 1946 | US Championships (2) | tráva  | Tom Brown    | 9–7, 6–3, 6–0           |
| Vítěz     | 1947 | Wimbledon            | tráva  | Tom Brown    | 6–1, 6–3, 6–2           |
| Vítěz     | 1947 | US Championships (3) | tráva  | Frank Parker | 4–6, 2–6, 6–1, 6–0, 6–3 |